# Адам Дзвигала
Адам Дзвигала (пол. Adam Dźwigała, нар. 25 вересня 1995, Варшава) — польський футболіст, захисник німецького клубу «Санкт-Паулі». Виступав, зокрема, за клуби «кальчіо Мацур Карчієв» та «Ягеллонія», а також національну збірну Польщі.
Син польського футболіста Дариуша Дзвигали.

## Клубна кар'єра
Народився 25 вересня 1995 року в місті Варшава. Вихованець юнацьких команд футбольних клубів КС «Весола» (Варшава) та «Ягеллонія».
У дорослому футболі дебютував 2011 року виступами за команду клубу «Мазур» (Карчев), в якій того року взяв участь у 6 матчах чемпіонату. 
Своєю грою за цю команду привернув увагу представників тренерського штабу клубу «Ягеллонія», до складу якого приєднався 2012 року. Дебютним голом у футболці білостоцького клубу відзначився 3 березня 2013 року в поєдинку Екстракляси проти «Гурника» (Забже), ставши, таким чином, наймолодшим гравцем «Ягеллонії», який відзначався голом. Відіграв за команду з Білостока наступні два сезони своєї ігрової кар'єри.
Згодом з 2014 по 2017 рік грав у складі команд клубів «Лехія» (Гданськ), «Гурник» (Забже) та «Гурник» (Ленчна).
До складу клубу «Вісла» (Плоцьк) приєднався 2017 року. Станом на 3 вересня 2018 року відіграв за команду з Плоцька 43 матчі в національному чемпіонаті.
Сезон 2019/20 Дзвигала провів в португальському «Авеші». В грудні 2020 року футболіст на правах вільного агента перейшов до німецького клубу «Санкт-Паулі».

## Виступи за збірні
2012 року дебютував у складі юнацької збірної Польщі, взяв участь у 6 іграх на юнацькому рівні, відзначившись одним забитим м'ячем.
Протягом 2014–2015 років залучався до складу молодіжної збірної Польщі. На молодіжному рівні зіграв у 9 офіційних матчах, відзначися 1 голом.
В серпні 2018 року Дзвигала отримав виклик на матчі національної збірної Польщі але на поле так і не вийшов.

## Статистика виступів

### Статистика клубних виступів
| Сезон                      | Команда                    | Чемпіонат                  | Чемпіонат | Чемпіонат | Національний кубок | Національний кубок | Національний кубок | Континентальні кубки | Континентальні кубки | Континентальні кубки | Інші змагання | Інші змагання | Інші змагання | Усього | Усього |
| Сезон                      | Команда                    | Ліга                       | Ігор      | Голів     | Ліга               | Ігор               | Голів              | Ліга                 | Ігор                 | Голів                | Ліга          | Ігор          | Голів         | Ігор   | Голів  |
| -------------------------- | -------------------------- | -------------------------- | --------- | --------- | ------------------ | ------------------ | ------------------ | -------------------- | -------------------- | -------------------- | ------------- | ------------- | ------------- | ------ | ------ |
| 2012–13                    | «Ягеллонія»                | EK                         | 14        | 1         | КП                 | 3                  | 1                  | -                    | -                    | -                    | -             | -             | -             | 17     | 2      |
| 2013–14                    | «Ягеллонія»                | EK                         | 23        | 4         | КП                 | 5                  | 1                  | -                    | -                    | -                    | -             | -             | -             | 28     | 5      |
| Усього за «Ягеллонію»      | Усього за «Ягеллонію»      | Усього за «Ягеллонію»      | 37        | 5         |                    | 8                  | 2                  |                      | -                    | -                    |               | -             | -             | 45     | 7      |
| 2014–15                    | «Лехія»                    | EK                         | 10        | 0         | КП                 | 1                  | 0                  | -                    | -                    | -                    | -             | -             | -             | 11     | 0      |
| лип.-сер. 2015             | «Лехія»                    | EK                         | 0         | 0         | КП                 | 1                  | 0                  | -                    | -                    | -                    | -             | -             | -             | 1      | 0      |
| Усього за «Лехію»          | Усього за «Лехію»          | Усього за «Лехію»          | 10        | 0         |                    | 2                  | 0                  |                      | -                    | -                    |               | -             | -             | 12     | 0      |
| сер. 2015-січ. 2016        | «Гурник» (Забже)           | EK                         | 8         | 0         | КП                 | -                  | -                  | -                    | -                    | -                    | -             | -             | -             | 8      | 0      |
| 2016–17                    | «Гурник» (Ленчна)          | EK                         | 12        | 2         | КП                 | 1                  | 0                  | -                    | -                    | -                    | -             | -             | -             | 13     | 2      |
| 2017–18                    | «Вісла» (Плоцьк)           | ЕК                         | 26        | 0         | КП                 | 1                  | 0                  | -                    | -                    | -                    | -             | -             | -             | 27     | 0      |
| 2018–19                    | «Вісла» (Плоцьк)           | EK                         | 7         | 0         | КП                 | 0                  | 0                  | -                    | -                    | -                    | -             | -             | -             | 7      | 0      |
| Усього за «Віслу» (Плоцьк) | Усього за «Віслу» (Плоцьк) | Усього за «Віслу» (Плоцьк) | 33        | 0         |                    | 1                  | 0                  |                      | -                    | -                    |               | -             | -             | 34     | 0      |
| Усього за кар'єру          | Усього за кар'єру          | Усього за кар'єру          | 100       | 7         |                    | 12                 | 2                  |                      | -                    | -                    |               | -             | -             | 112    | 2      |